# گوشت‌خوار

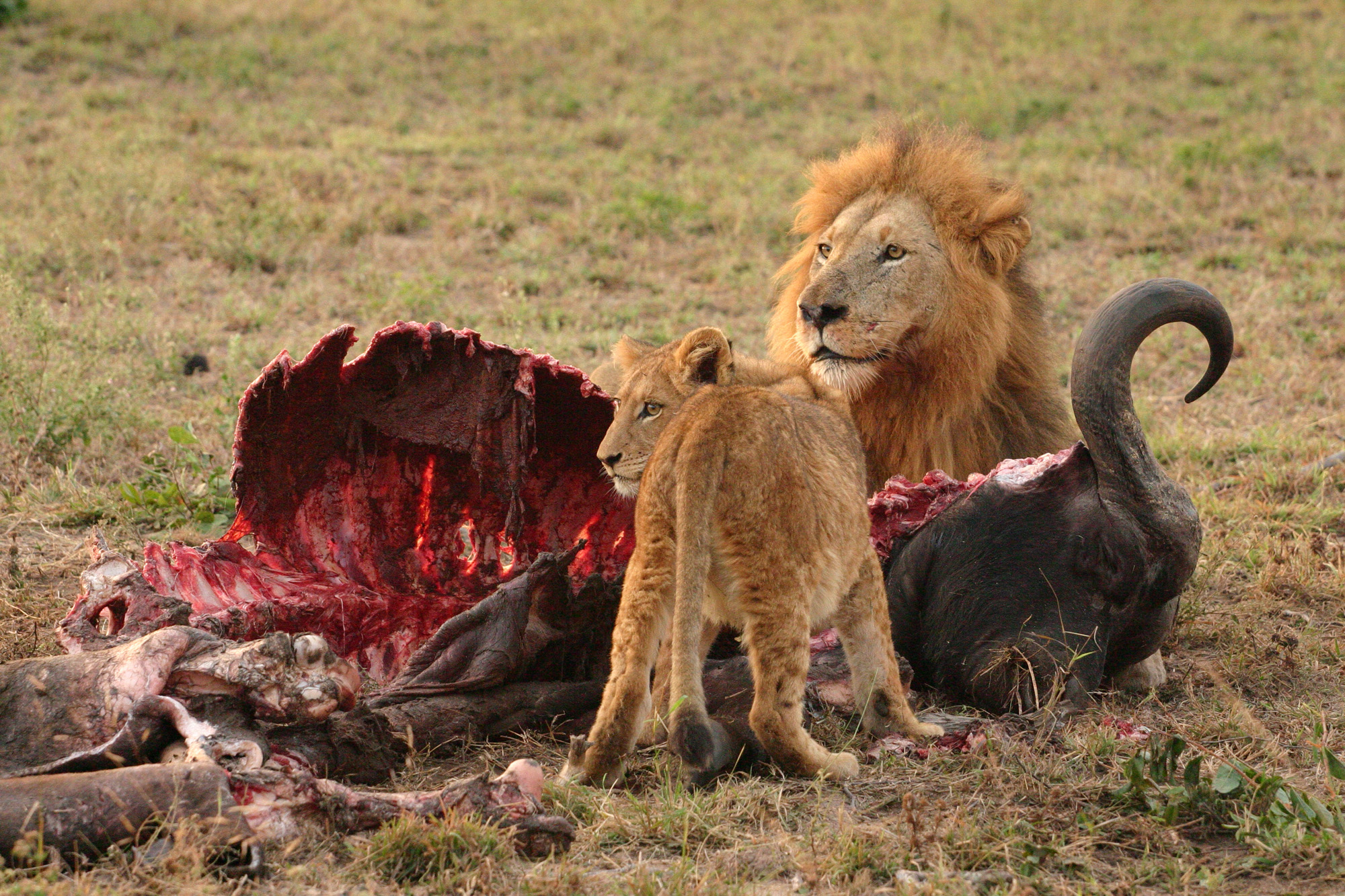
شیرها یکی از معروفترین گوشتخواران هستند. هر شیر روزانه معادل ۷ کیلوگرم گوشت می‌خورد.

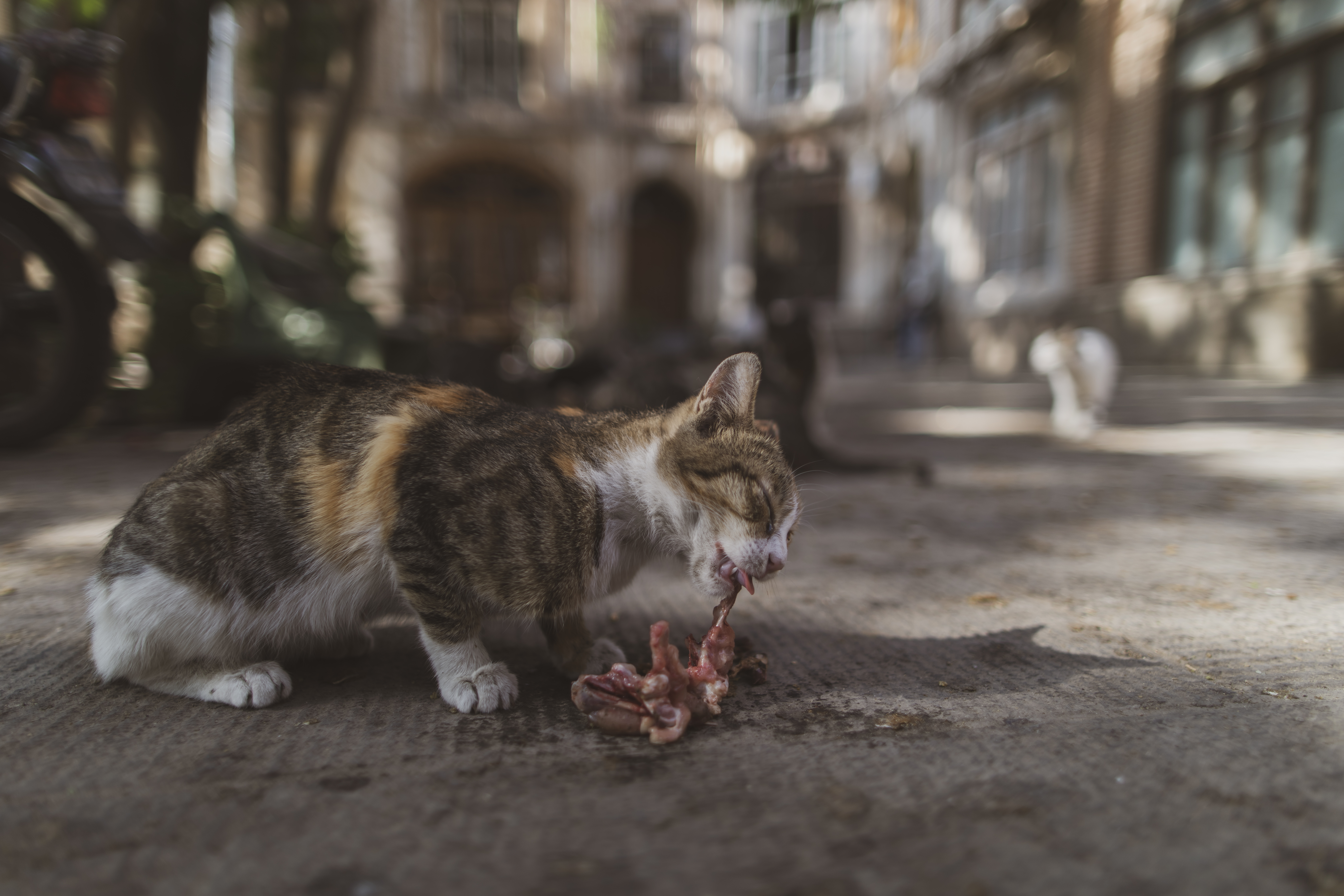
گربه‌ای در حال خوردن یک تکه گوشت

گوشتخواران جانورانی هستند که با خوردن گوشت جانوران به زندگی خود ادامه می‌دهند.
گرچه غذای اصلی گوشتخواران، گوشت سایر جانوران است، اما گاهی از حشرات و گیاهان نیز تغذیه می‌کنند؛ اما آنچه در میان همه آنها مشترک است آرواره‌های بسیار قوی برای بریدن و تکه‌کردن غذا، چنگالهای خمیده و مرگبار برای دریدن و دندانهای بلند و بسیار برنده، جهت کشتن و کندن گوشت قربانیان است.
گربه، راکون، سگ، روباه، راسو و کفتار از جملهٔ گوشت‌خواران هستند. همهٔ این جانوران دارای حس بینایی، بویایی و شنوایی قوی هستند و به‌هنگام شکار، بسیار سریع و ماهرانه عمل می‌کنند.
برخی از گوشتخواران مانند گرگ و سگ وحشی آسیایی به‌صورت گروهی شکار می‌کنند. به‌این شکل، آنها می‌توانند، جانوران بزرگتر از خود را نیز شکار کنند. گوشتخوارانی مانند پلنگ و جگوار، تنها به شکار می‌روند.
واژهٔ گوشتخواری بیشتر دربارهٔ جانورانی به‌کار می‌رود که از گونه‌های مختلف چهاراندامان (به‌ویژه پستانداران) تغذیه می‌کنند و به شکل‌های دیگر آن ماهی‌خواری و حشره‌خواری گفته می‌شود.